# Етноптеридологія
Етноптеридологія — це розділ етноботаніки, що досліджує зв’язок між птеридофітами та людиною.Наприклад, вивчення папороті, лікофітів та їх використання.